# یواس‌اس باند (ای‌ام-۱۵۲)
یواس‌اس باند (ای‌ام-۱۵۲) (به انگلیسی: USS Bond (AM-152)) یک کشتی بود که طول آن ۱۸۴ فوت ۶ اینچ (۵۶٫۲۴ متر) بود. این کشتی در سال ۱۹۴۲ ساخته شد.